# 인천동암초등학교
인천동암초등학교는 대한민국 인천광역시 부평구에 있는 공립 초등학교이다.

## 학교 연혁
- 1966.12.06 인천간정국민학교로 설립인가
- 1967.03.02 초대 이종각 교장선생님 취임
- 1967.03.02 9학급 편성(1-4학년) 개교
- 1967.05.11 인천동암국민학교로 교명 변경
- 1970.02.14 제1회 졸업식(235명)
- 1986.03.11 병설유치원 개원
- 1996.03.01 인천동암초등학교로 교명 변경
- 2006.02.14 동암디지털전자도서관 개관
- 2008.10.17 야외학습장 설치공사 완료
- 2009.10.29 해뜰바위대강당 건립 완공
- 2009.11.02 동암초 근린공원 조성 완료
- 2010.08.30 어학실 개보수공사 완료
- 2011.02.09 급식실 현대화 시설 완료

## 참고 자료
- 인천동암초등학교 - 한국교육학술정보원 학교알리미